# Louis-Gaston Zopff
Pour les articles homonymes, voir Berthelot.
Louis-Gaston Zopff, né le 5 décembre 1871 à Strasbourg et décédé le 20 juillet 1952 à Strasbourg est un général français ayant servi pendant la Première Guerre mondiale.

## Biographie

### Avant la Première Guerre mondiale
30 octobre 1892, entre à l'École Spéciale Militaire
1er octobre 1894, sous-lieutenant au 1er Régiment de Tirailleurs Algériens
1er octobre 1894, lieutenant
1er novembre 1901 élève à l'École Supérieure de Guerre
10 mars 1902, 66e Régiment d'Infanterie
9 avril 1903, capitaine au 62e Régiment d'Infanterie
26 décembre 1905, 3e Bataillon de Chasseurs à Pied
24 décembre 1908, État-Major de l'Armée, 2e bureau

### Pendant la Première Guerre mondiale
En août 1914, il est à la direction du Service de Renseignement Français (Contre-espionnage).
Le 4 août 1914, il participe au G.Q.G au collège de Vitry-le-François, qui se composait du général Joseph Joffre, du général Édouard de Castelnau, du général Émile Eugène Belin, du général Henri Berthelot, du général (Capitaine à l'époque) Edward Spears et du Lieutenant-colonel Louis-Gaston Zopff.  
En 1914, chef de la sûreté aux armées, gestion des mutineries.
Entre 17 juillet et le 1er septembre 1918 il commande le 47e Régiment d'Infanterie.
En septembre 1918, il commende la 116e Régiment d'Infanterie.

### Après la Première Guerre mondiale
Il est général de brigade en 1925 et devient général de division en 1930.
Il commande la 41e Division d'Infanterie en 1926, l'infanterie divisionnaire de la 43e division d'infanterie de 1927 à 1930 et la 43e DI de 1930 à 1933[réf. nécessaire].
Il commande le secteur fortifié du Bas-Rhin en 1933.

## Décorations
| [ 3 ] | Médaille militaire | Croix de Guerre |